# 穴內站

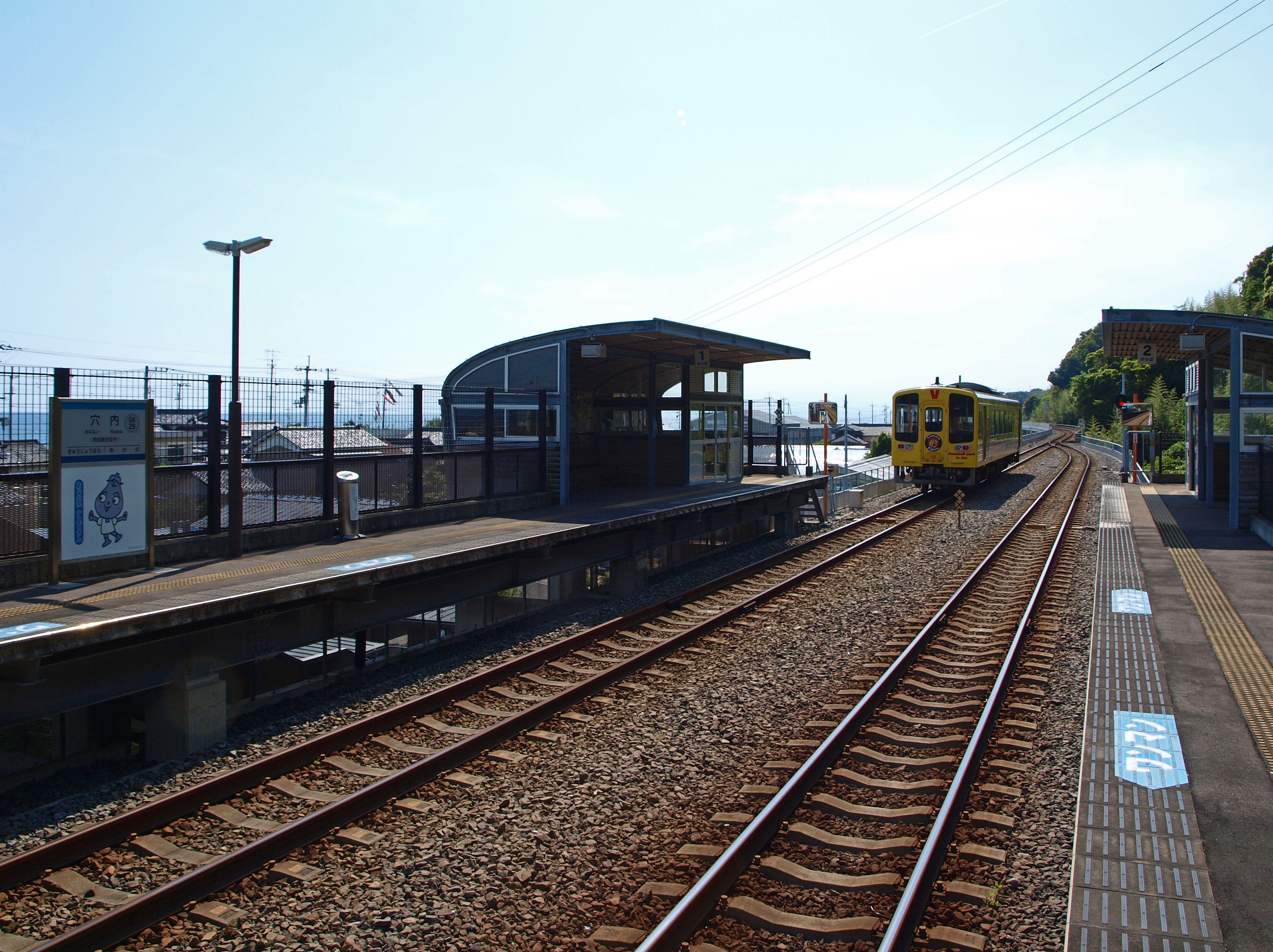
月台(2010年5月)

穴內站（日语：／ Ananai eki */?）是位於高知縣安藝市穴內，屬於土佐黑潮鐵道的後免·奈半利線車站。車站編號為GN29。車站與國道55號並行。

## 車站構造
採用簡易車站規模，不設有站房。地面設有休憩處。

### 月台
設有2面2線的相對式月台。1號月台是一線通過構造，限速80km/h；2號月台為避線月台。由後免至安藝之間，唯獨本站作為多於一個月台、但快速A列車不停靠的車站（本站停靠快速B，但在夜須前仍為普通等級）。快速A列車原則上通過1號月台，普通列車現時則除了早上一班往高知的下行列車因迴避上行往安藝的快速A列車、而要駛入逆向月台外，其他均會採用左側進站的原則入線。
| 月台 | 路線           | 上下行 | 方向             | 備註                                  |
| ---- | -------------- | ------ | ---------------- | ------------------------------------- |
| 1    | ■後免·奈半利線 | 下行   | 後免、高知方向   | 早上1班除外                           |
| 2    | ■後免·奈半利線 | 上行   | 安藝、奈半利方向 | 每日08:18開往高知的普通列車改停本月台 |

### 吉祥物
本站吉祥物為一隻名為「穴內 茄子先生」的茄子，形象取自鄰近溫室中種植的茄子，同時為安藝市特產。

## 歷史
- 2002年7月1日：車站啟用[2][3]。
- 2014年：

- 8月9日：超強颱風夏浪導致大雨，使車站後山山崩，車站樓梯被砂土淹埋，翌日重開運輸時候所有列車均通過（列車交會時運輸停車）。
- 9月1日：車站重新啟用。

## 其他
路線前身的安藝線中已經設有穴內站。後來，較遲啟用的土讚線中也有位於「穴內」的車站，為了區別兩站，土讚線車站遂加設了「土佐」「土佐穴內」。

## 相鄰車站
土佐黑潮鐵道
■後免·伊半利線
■快速A
通過
■快速B（只限晨早下行單向）、■普通
赤野（GN30）－穴內（GN29）－球場前（GN28）

## 外部連結
- 土佐黑潮鐵道穴內站
- GotoGotoWeb穴內站介紹（页面存档备份，存于）（日語） - 後免·伊半利線活性化協議會